# Schloss Ruprechtsburg
Schloss Ruprechtsburg (auch Burg Rupberg, älter castrum Rupberck genannt) ist die Bezeichnung einer abgegangenen Burg zwischen dem heutigen Zella-Mehlis und Steinbach-Hallenberg im heutigen Landkreis Schmalkalden-Meiningen in Thüringen.
Die Burg, in einer alten Urkunde Schloss genannt, wurde schon zu Beginn des 12. Jahrhunderts von ihrem Besitzer, dem Mönch Gebhard von Nordeck († 1. Februar 1115 oder 28. Januar 1120), Sohn von Thimo von Nordeck (dem Henneberger) und der Hildegard von Thüringen (Tochter Ludwig der Bärtigen und Witwe von Poppo I. von Henneberg), niedergerissen. Dem Ruppberg wird eine Burganlage aus der Mitte des 10. Jahrhunderts zugeordnet, die Thimo von Nordeck Ende des 11. Jahrhunderts in Besitz gehabt haben soll.

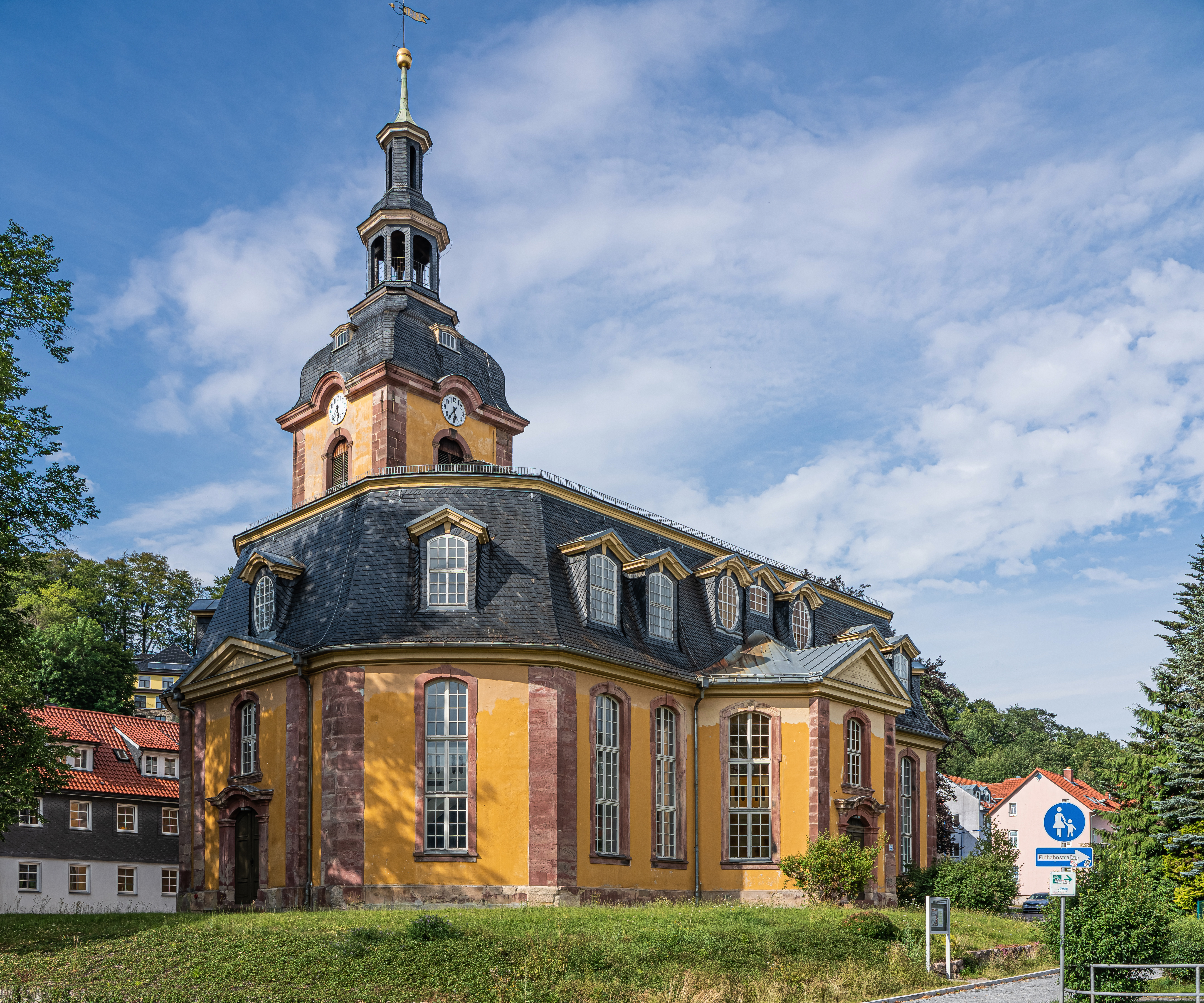
Die heutige Kirche St. Blasii in Zella, der Vorgängerbau wurde vermutlich aus Steinen der Ruprechtsburg erbaut

Aus den Mauersteinen der eigenen Burg soll Gebhard, der einige Jahre vorher als Mönch im 1053 gegründeten Benediktinerkloster Goseck lebte, das Kloster Cella St. Blasii (Keimzelle des späteren Zella, Teil der heutigen Stadt Zella-Mehlis) und Kirchen im Umland von Zella-Mehlis (in Albrechts und Heinrichs) errichtet haben lassen. Das wird auch durch eine Urkunde vom 14. Mai 1112 deutlich, in der Bischof Erlung von Würzburg bestätigte, in Zella das Oratorium St. Blasii geweiht zu haben, das Gebhard dem Kloster Reinhardsbrunn (Hauskloster der Ludowinger) samt dem umliegenden Wald geschenkt habe.

## Vermutete Lage

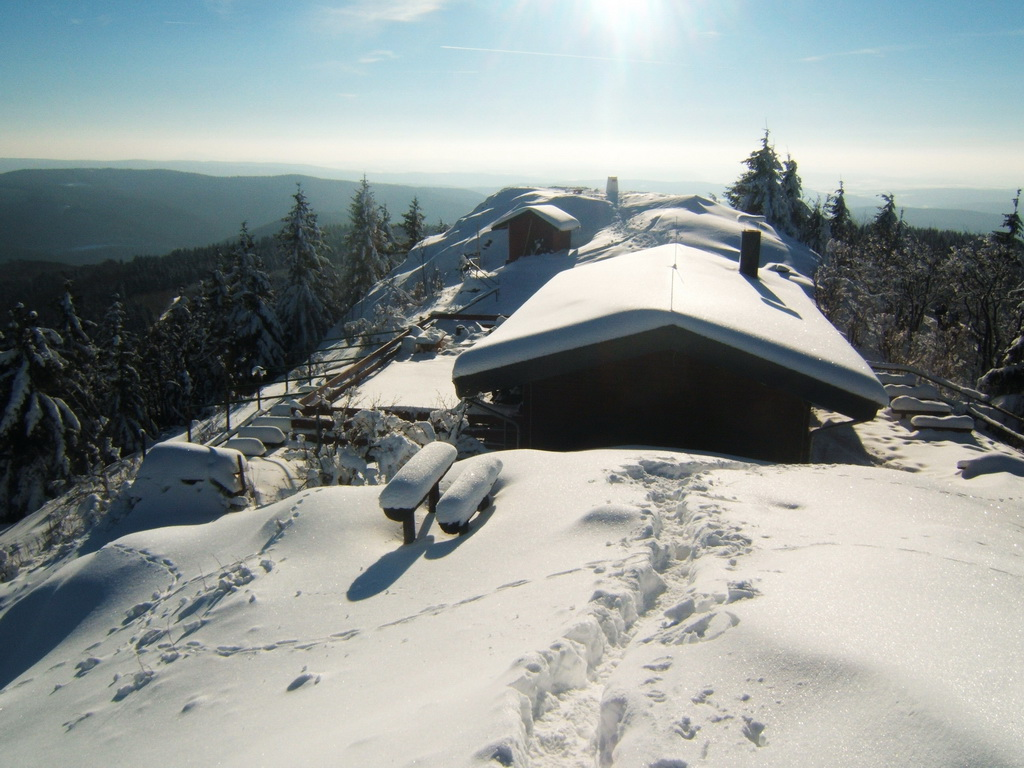
Ruppberg im Winter, vermutete Lage der Burg

Da nur wenig urkundlich erfasst und bis dato keine archäologischen Untersuchungen erfolgten, ist die genaue Lage heute nur schwer fassbar.
Allgemein wurde und wird in der Burgenliteratur der sich nördlich von Zella-Mehlis befindende Ruppberg (50° 41′ 3″ N, 10° 38′ 21″ O) als hochmittelalterliche Burg in Resten einer ebenfalls gedeuteten und nur im Relief fassbaren keltischen Wehranlage vermutet. Obwohl von der Burg keine baulichen Reste mehr erhalten sind, wird die Burg der zentralen Lage und wegen der Kontrollmöglichkeit mehrerer Altstraßen bzw. Handelswege (von Westen aus der Rhön, vom Südwesten aus dem Grabfeld über das Schwarza- und Haseltal, vom Süden aus Richtung Hildburghausen/ Schleusingen, von Norden zum bzw. vom Oberhofer Pass) hier vermutet. Vom Berg und der abgegangenen Burg existieren mehrere Sagen, die bekanntesten sind die vom Schatz unter den Burgtrümmern und die vom verwunschenen Ritterfräulein, der weißen Jungfrau und dem Köhler.

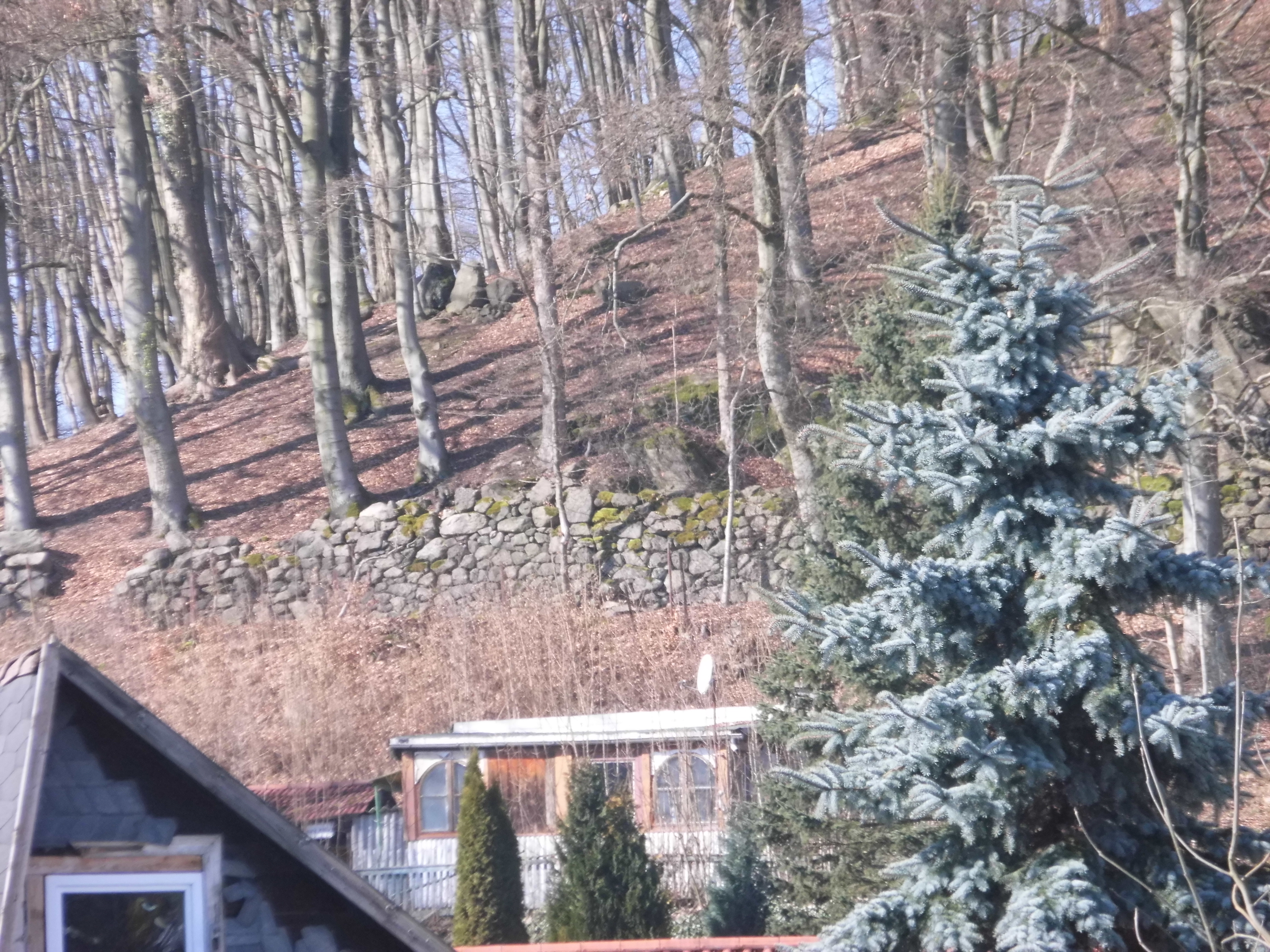
Vermutete Mauerreste der Ruprechtsburg am Lerchenberg

Es könnte aber auch der südlich direkt in Zella-Mehlis befindliche Lerchenberg (50° 39′ 33″ N, 10° 39′ 56″ O) als Lageort in Betracht kommen. Dort sind immer noch Wallanlagenreste, Mauerreste und der ehemalige Burgweg erhalten. Von 1500 bis 1840 wurde ein noch vorhandener Turm als Nachtwächterturm zur Brandwache genutzt. Wegen Baufälligkeit wurde der Turm 1840 niedergelegt.